# Borste

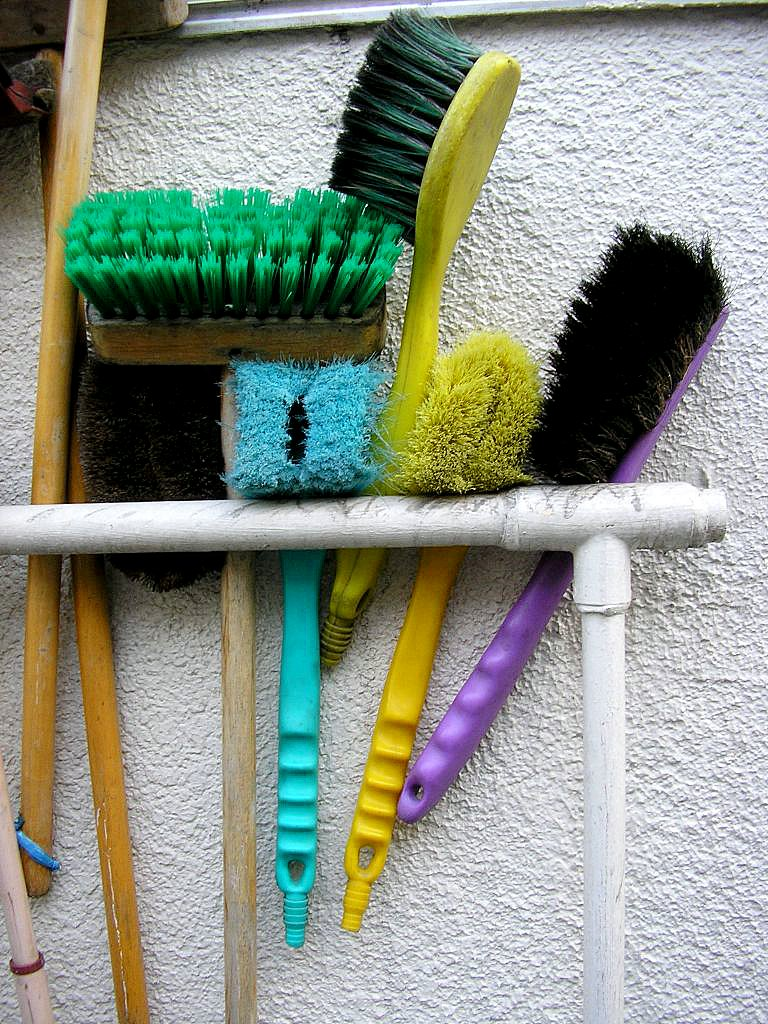
Olika typer av borstar.

En borste är ett redskap som används huvudsakligen för rengöring eller hårvård. Ordet borste är belagt i svenska språket sedan yngre fornsvensk tid.